# Stenochironomus harrisoni
Stenochironomus harrisoni är en tvåvingeart som beskrevs av Freeman 1957. Stenochironomus harrisoni ingår i släktet Stenochironomus och familjen fjädermyggor. Inga underarter finns listade i Catalogue of Life.